# Барабаны долины Мохок
«Барабаны долины Мохок» (англ. Drums Along the Mohawk) — кинофильм режиссёра Джона Форда, вышедший на экраны в 1939 году. Экранизация одноимённого романа Уолтера Эдмондса. Лента снята в цвете с использованием технологии Technicolor, это первый цветной фильм Форда. Картина получила две номинации на премию «Оскар» — за лучшую женскую роль второго плана (Эдна Мэй Оливер) и за лучшую операторскую работу (Берт Гленнон, Рэй Реннахан).

## Сюжет
1776 год. Сразу после свадьбы молодая пара — Гилберт и Лана Мартины — переезжает из Олбани на свою ферму в долине реки Мохок, на границе освоенных территорий. Они полны энтузиазма и строят планы, мечтают собрать большой урожай, построить надежный дом, завести детей. Но вскоре начинается война за независимость. Местные индейцы присоединяются к англичанам и лоялистам, жизнь и благополучие поселенцев оказывается под угрозой.

## В ролях
- Генри Фонда — Гилберт Мартин
- Клодетт Кольбер — Лана Мартин
- Эдна Мэй Оливер — миссис Маккленнар
- Эдди Коллинз — Кристиан Рилл
- Джон Кэррадайн — Колдуэлл
- Артур Шилдс — преподобный Розенкранц
- Уорд Бонд — Адам Хелмер
- Роджер Имхоф — генерал Николас Херкимер
- Джон Большое Дерево — Синяя Спина
- Клара Бландик — миссис Борст
- Джесси Ральф — миссис Уивер
- Фрэнсис Форд — Джо Болео
- Рут Клиффорд — первопроходец (в титрах не указана)